# Angelo Caroselli
Angelo Caroselli (11. února 1585 Řím – 8. dubna 1652 Řím) byl italský malíř období baroka.

## Život a dílo

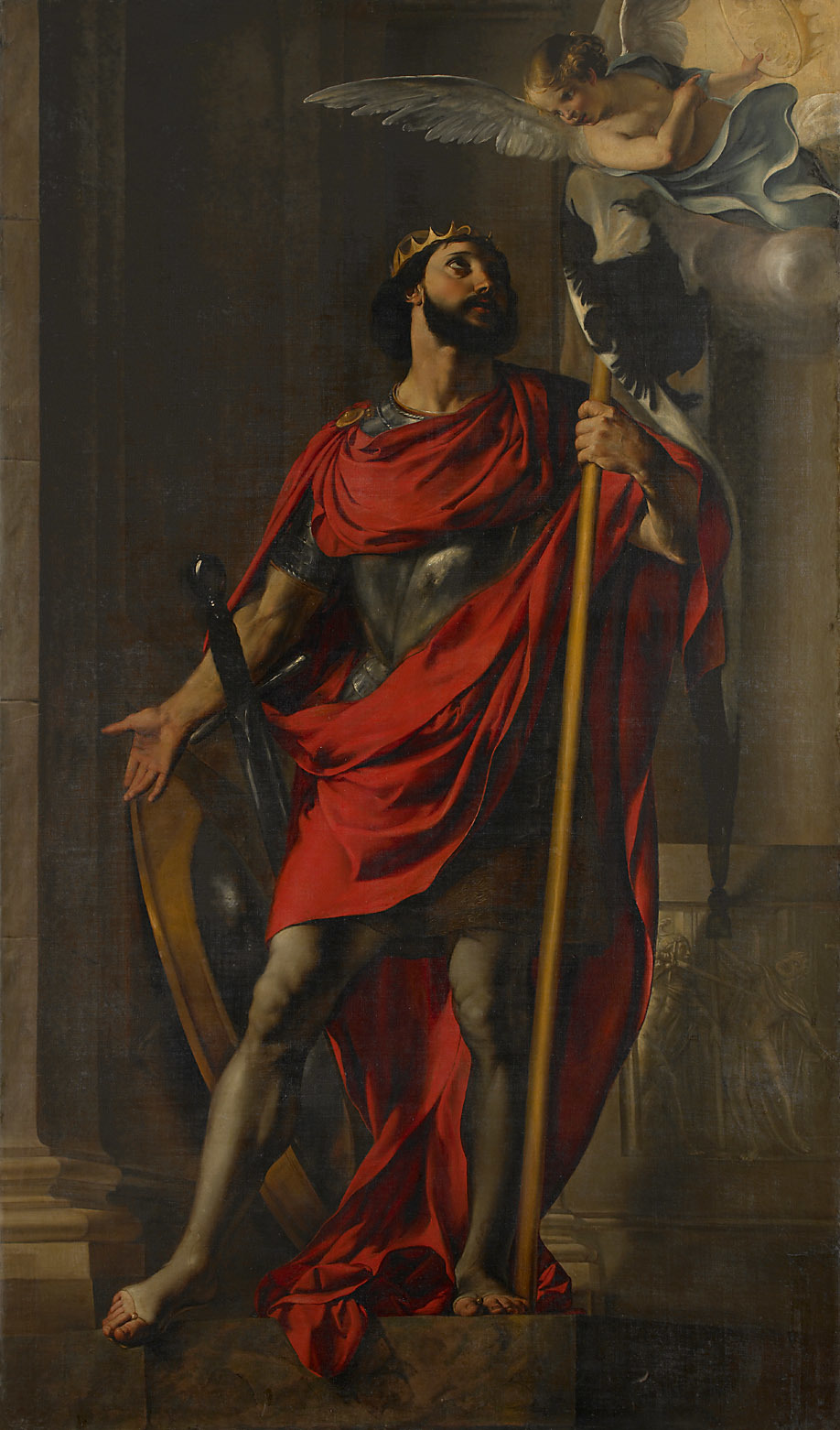
Svatý Václav, 1627–1630, Uměleckohistorické muzeum Vídeň

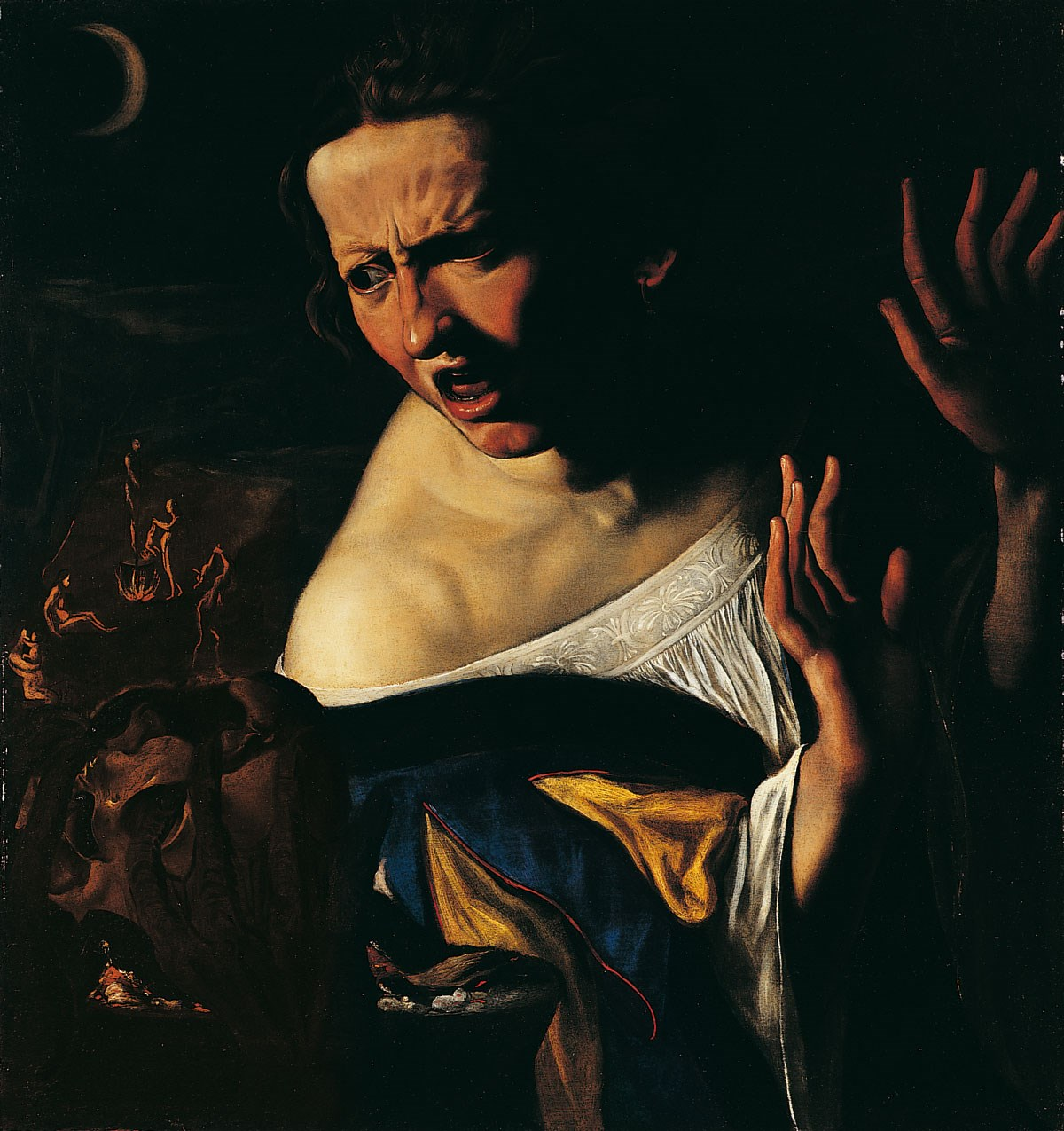
Čarodějnice; 1620–1630, Galerie Cano v Paříži

Caroselli se narodil v Římě jako syn obchodníka se starými stříbrnými a zlatými předměty. V té době se otci nedařilo, proto Caroselli nemohl vstoupit do učení k malíři a začínal jako autodidakt kopírováním slavných obrazů.
Pak se vydal na studijní cesty do Florencie (1605) a do Neapole (1615–1618), kde se oženil se Sicilankou Marií Zurcovou.
Vrátil se a pracoval hlavně v rodném Římě. Když ovdověl, žil od roku 1637 u Agostina Tassiho. Roku 1642 se podruhé oženil, a to s Brigittou Lauriovou, dcerou vlámského malíře Lauriho (Lauwerse) a sestrou svých žáků a spolupracovníků, malířů Francesca a Filippa, s nimž namaloval roku 1631 oltářní obraz sv. Řehoře Velikého pro kostel sv. Františky Římské; v témže kostele jsou i další Caroselliho obrazy. Dvě olejomalby dodal také do římského kostela Santa Maria in Valpolicella, také do katedrály ve Ferraře.
V duchu Caravaggiovy školy namaloval desítky oltářních obrazů světců a biblických výjevů, přesto jsou z jeho díla populárnější světské alegorie, žánrové scény a portréty.
Pravidelně se vracel k malbě scén s čarodějnickými náměty. Jeho styl je eklektický, odvozený hlavně od Caravaggia a římských malířů pouličního a hospodského života, zvaných Bamboccianti. Jeho tvorba se vyznačuje častými alegorickými náměty protikladů: mládí a stáří, chudoby a bohatství, také kuplířství. Scény pojímá v šerosvitu s ostrým částečným osvětlením postav současného Říma, čarodějnic i hudebníků. Jeho práce ovlivnily další malíře Caravaggiova okruhu, jakými byli Lucchese Pietro Paolini a nizozemský malíř Dirck van Baburen.
Caroselli byl také restaurátor a kopista obrazů, mj. Rafaela, Tiziana a Poussina, možná i jejich padělatel. Několik pozdních děl je přičítáno dosud neidentifikovanému umělci označovanému Pseudo-Caroselli. Styl tohoto anonymního umělce je tak blízký Carosellimu, že oba museli být v přímém kontaktu.

## Obrazy svatého Václava
Pro české dějiny barokního chrámového umění je pozoruhodný jeho oltářní obraz svatého Václava v kostýmu římského vojáka, doprovázeného andělem v duchu epizody svatováclavské legendy. Na pozadí je iluzivní barokní prostor chrámu, v němž je Václav sochou, stojící na mramorovém soklu. Obraz byl vytvořen ve dvou nebo třech verzích. Podle Oskara Pollaka se nejstarší z nich ztratila; její skica má být uložena v Palazzo Braschi v Římě a její mozaikovou kopii provedl P. P. Cristofari roku 1743 pro kryptu (?) baziliky sv. Petra v Římě. Velkoformátová olejomalba z let 1627–1630 je ve sbírce Uměleckohistorického muzea ve Vídni, její mladší verze vznikla asi roku 1630 a je vsazena v nástavci českého oltáře v bazilice svatého Petra v Římě, mezi mozaikami svatých Cyrila a Metoděje. Oltář je situován v transeptu baziliky po pravé (jižní) straně a založil ho již markrabě a pozdější císař Karel IV. prostřednictvím olomouckého biskupa Jindřicha (Hynka) Berky z Dubé († 1333). Pozoruhodná obdoba Caroselliho obrazu sv. Václava je na oltářním obraze z kostela ve Staré Boleslavi, kde anděla nahrazuje archanděl Michael a v pozadí vpravo je přidána scéna zavraždění svatého Václava.